# Commune Veneciarum

Commune Veneciarum est un terme latin signifiant « Commune de Venise », désignant à partir de 1143, à la fois le gouvernement de la ville de Venise et celui de la Sérénissime République.
La cité, comme d'autres villes médiévales, a été fondée sur le pouvoir populaire, appelé ici Concio, représentant les hommes libres, ainsi que sur un système d'assemblées : Grand Conseil, Petit Conseil, Sénat et Quarantie. Contrairement à d'autres villes italiennes, toutefois, Venise a conservé quelques vestiges de son ancienne institution monarchique, incarnés par le Doge, qui limitait le pouvoir des assemblées qui s'étaient développées. Le groupe de dirigeants de la ville se rassemblait à cette époque autour d'un noyau formé par les plus anciennes familles patriciennes (dites « Familles apostoliques ») ; la création d'un nouveau patriciat mercantile lors de la soirée du Grand Conseil (Serrata del Maggior Consiglio) de 1297 privera l'assemblée populaire de sa puissance.
Le nom de Commune continua cependant à être utilisé par les plus hautes instances représentatives de la souveraineté de l'État — composée du Doge, du Petit Conseil et des dirigeants de la Quarantie — ceci jusqu'en 1423, lorsque l'abolition de Concio mettra également un terme à l'institution résiduelle de l'organe municipal. Il sera remplacé par celui de Seigneurie de Venise (ou Seigneurie Sérénissime).
Récemment, deux documents similaires ont été trouvés, dont l'un s'appelle le Code "Frari", qui montre la liste complète des procureurs de San Marco, élus par le Maggior Consiglio depuis 812, l'année de l'élection du premier procureur. La datation de ce document contraste avec la date reconnue de la naissance du grand concile, la Commune Veneciarum peut avoir existé depuis quelque temps auparavant, une hypothèse qui pour le moment ne change pas la tradition historique.